# Phúc Điền
Phúc Điền (tiếng Trung: 福田区; bính âm: Fútián Qū) là một trong 6 quận nội thành của thành phố Thâm Quyến, tỉnh Quảng Đông, Cộng hòa Nhân dân Trung Hoa. Quận này nằm gần trung tâm của Thâm Quyến, là quận trọng điểm về phát triển kinh tế của Thâm Quyến. Quận này có diện tích 728,8 km², dân số thướng trú khoảng 1,18 triệu người và có 8 nhai đạo.
Sở Giao dịch Chứng khoán Thâm Quyến tọa lạc ở quận này.